# Tweede Algemene Waterpassing

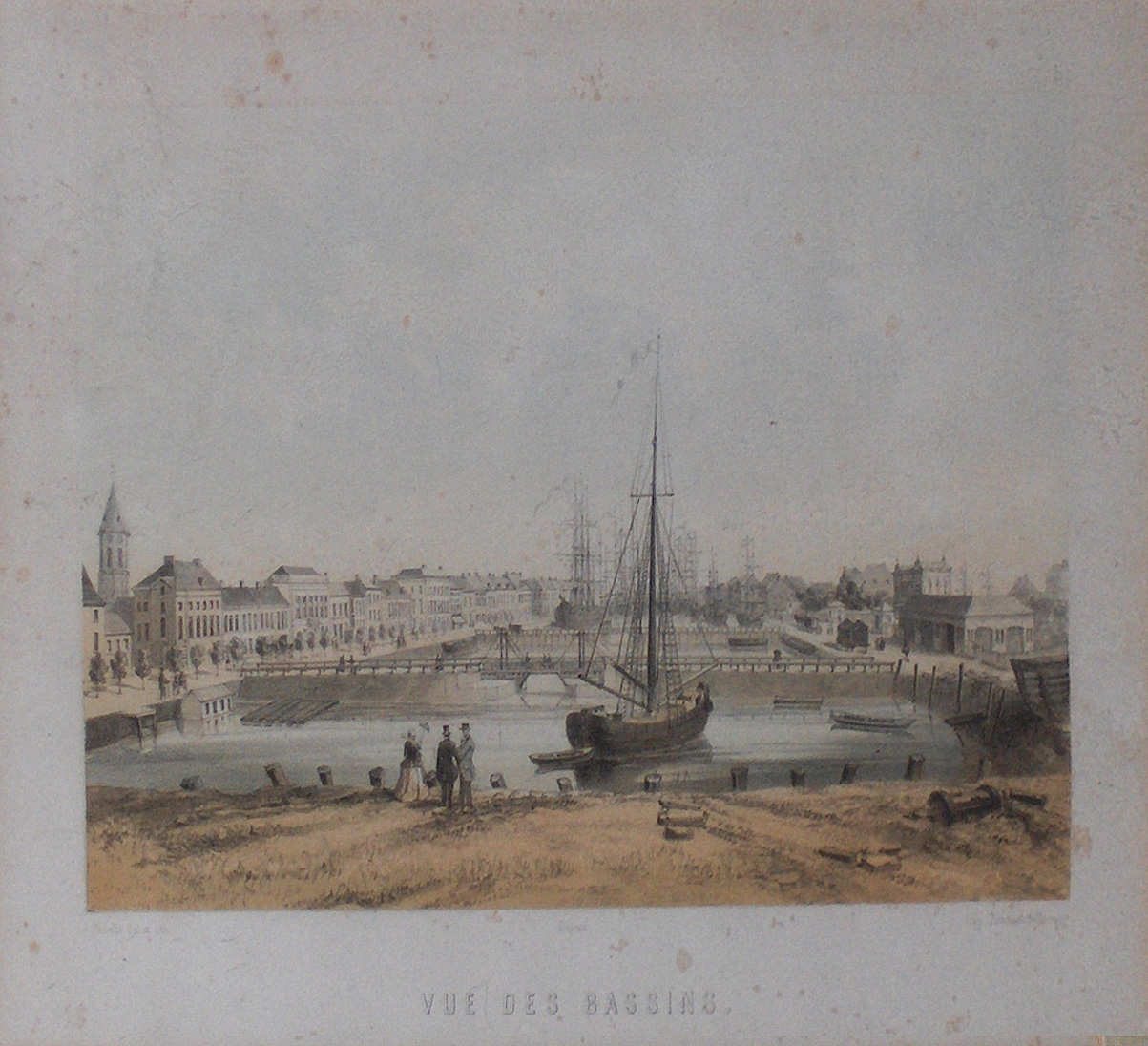
Het gedempte Handelsdok in Oostende waar de oorspronkelijke peilschaal stond

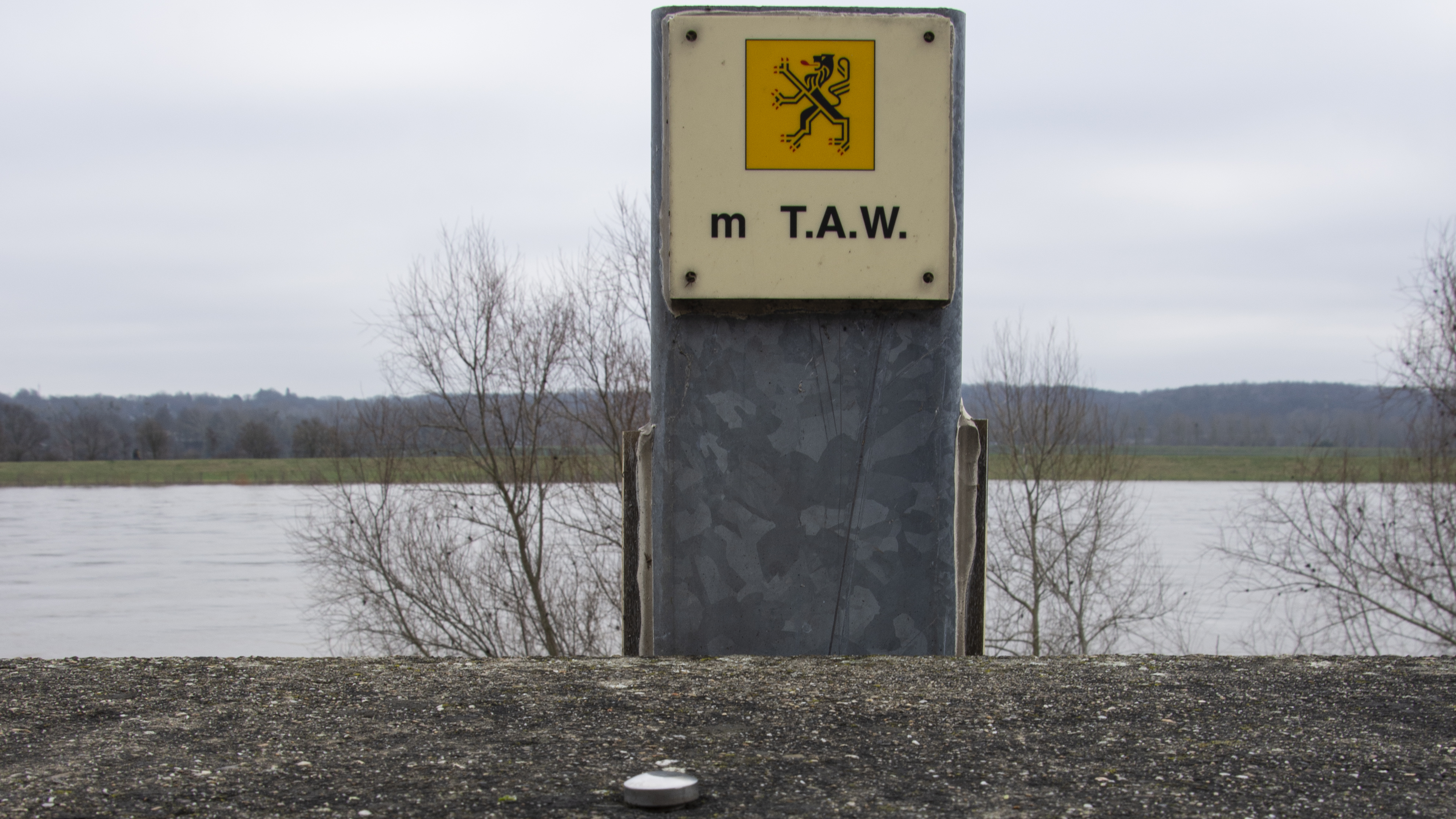
Een altimetrisch punt te Uikhoven dat een hoogte van 46,354 m aangeeft

De Tweede Algemene Waterpassing (TAW) is de referentiehoogte waartegenover hoogtemetingen in België worden uitgedrukt.
Die tweede waterpassing is een verbetering van de eerste, "Algemene Waterpassing" (AW) die tussen 1840 en 1879 werd uitgevoerd. De AW-hoogte van 0 meter was gelijk aan het "Nulpeil van het Krijgsdepot" of D-nulpeil. Dit was het gemiddeld zeeniveau bij laagwater te Nieuwpoort, dat tussen 1834 en 1853 werd gemeten met de peilschaal in het Handelsdok.
De tweede waterpassing werd uitgevoerd tussen 1947 tot 1968. Sinds 1946 hanteert men de Tweede Algemene Waterpassing (TAW).   Dit referentievlak werd gematerialiseerd door een vast punt in de Koninklijke Sterrewacht te Ukkel dat op 100,174 m ligt. Het gemiddelde zeeniveau bij laagwater in Oostende wordt gebruikt als nulpeil.

## Updates van de merktekens TAW
Het Nationaal Geografisch Instituut baat een netwerk uit van 19.000 merktekens in België. Van 1981 tot 2000 gebeurde een eerste update van deze merktekens. De laatste update gebeurde tussen 2005 en 2017.

## Relatie tot hoogten in buurlanden[3]
- Hoogtemetingen in Nederland, Duitsland en Luxemburg zijn gebaseerd op het referentiepunt van het Nederlandse Normaal Amsterdams Peil (NAP) dat ca. 2,33 meter hoger ligt dan TAW,[4] waardoor NAP-hoogtes lager zijn dan TAW-hoogtes.
- Hoogtemetingen in Frankrijk zijn gebaseerd op het gemiddeld zeeniveau in Marseille dat ca. 1,82 meter hoger ligt dan TAW.
- Het European Vertical Reference System heeft Amsterdam als referentiepunt en ligt gemiddeld 2,31 meter hoger dan TAW. In 1973 hadden Zweden, Noorwegen en Finland het gebruik van het Amsterdam als referentiepunt al overgenomen.